# Puszcza (przystanek kolejowy)
Puszcza (biał. Пушча, ros. Пуща) – przystanek kolejowy w pobliżu miejscowości Puszcza, w rejonie szumilińskim, w obwodzie witebskim, na Białorusi. Położony jest na linii Witebsk - Połock.